# Théâtre des Délassements-Comiques

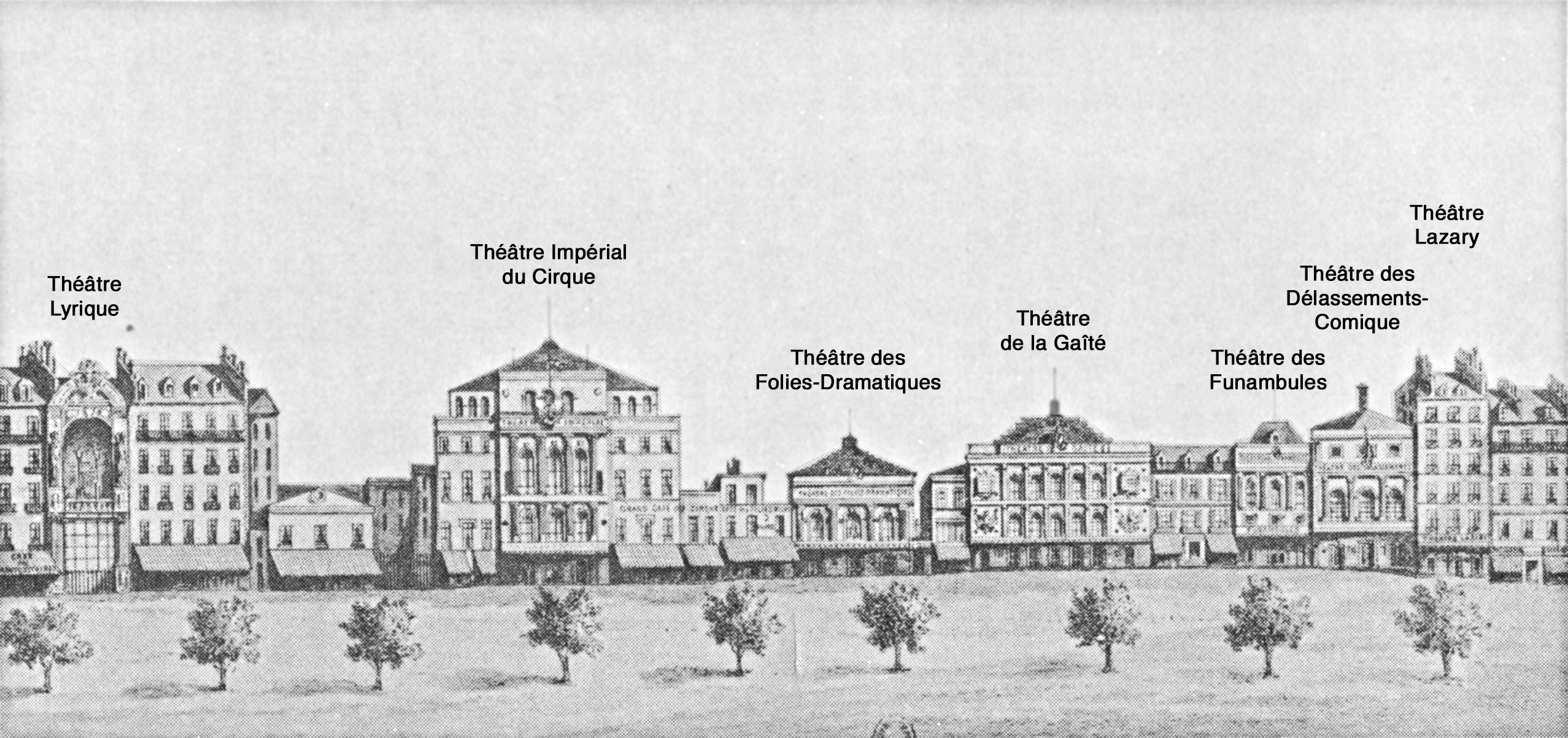
Schéma du théâtre situé boulevard du Temple en 1862.

Plusieurs salles de spectacle parisiennes ont porté successivement le nom de théâtre des Délassements-Comiques entre 1785 et 1890.

## Premier théâtre (boulevard du Temple, 1785–1799)
Le premier Délassements-Comiques était un petit théâtre situé boulevard du Temple, entre l'Hôtel Foulon (site plus tard du Théâtre Historique) et l'emplacement du futur Cirque-Olympique. Ouvert en 1785 par l'auteur, directeur et acteur Plancher Valcour (Aristide Valcour, 1751-1815), il brûla le 2 février 1787. Reconstruit, il rouvrit en 1788 et continua jusqu'en 1799.
Il eut un moment de vogue qui excita la jalousie des grands théâtres et qui provoqua de leur part la défense au directeur de faire jouer autre chose que des pantomimes et d'avoir sur la scène plus de trois acteurs à la fois, qui devaient être séparés du public par un rideau de gaze. Le 14 juillet 1789, jour de la prise de la Bastille, Plancher Valcour creva la gaze en poussant le cri de « Vive la liberté ! »
En 1792, le théâtre fut repris par Colon.
En 1801, la salle prit le nom de Théâtre Lyri-Comique, mais elle ferma définitivement l'année suivante. (En 1803, elle devint le troisième Théâtre des Variétés-Amusantes, puis les Nouveaux Troubadours en 1805. Ce dernier fut fermé en 1807 par le Décret sur les théâtres de Napoléon Ier. Le bâtiment fut presque entièrement détruit, à l'exception du hall d'entrée, utilisé pour l'exhibition de chiens et de singes savants.)

## Deuxième théâtre (boulevard du Temple, 1804–1806)
Un second théâtre nommé Délassements-Comiques, également situé boulevard du Temple, fonctionna de 1804 à 1806.

## Troisième théâtre (boulevard du Temple, 1841–1864)
Le 12 décembre 1816, la danseuse et acrobate Madame Saqui acquit le Café d'Apollon, ancienne salle du théâtre des Associés située au 52 boulevard du Temple, entre le théâtre des Funambules et le théâtre du Petit-Lazari. Elle le rebaptisa Spectacle des Acrobates de Madame Saqui. Il ferma en 1832, laissant la place au Théâtre du Temple de Dorsay.
Après rénovation complète, le théâtre rouvrit en 1841 sous le nom de Délassements-Comiques.  En 1845 un certain Hypolite RIVAIL, qui deviendra célèbre dans le monde de l'occulte, associé à Napoléon GALLOIS  produisent  un célèbre Vaudeville en un acte : "Une Passion de Salon" . La danseuse de French cancan Rigolboche s'y produisit de 1858 à 1860 avec beaucoup de succès.
Ce théâtre fut déplacé en 1862 par les transformations d'Haussmann : Rouvert au 26 rue de Provence le 30 mai 1862, il ferma définitivement en janvier 1864. 
Charles Constant Gobin, pensionnaire de Madame Saqui, veut être directeur à son tour et loue la salle du petit théâtre rue du Faubourg-Saint-Martin, le baptise du nom de Délassements-Comiques mais cela ne dure que trois mois.

## Quatrième théâtre (boulevard du Prince Eugène, 1866–1871)
Le 15 février 1866, un quatrième théâtre portant le nom de Délassements-Comiques ouvrit 23 boulevard du Prince Eugène (actuel boulevard Voltaire). Quelques mois plus tard, il changea son nom en Théâtre du Prince Eugène, puis reprit celui de Délassements-Comiques en 1867. Les Contes de fées d'Hervé y furent créés le 5 mars 1871. Ce théâtre fut détruit par le feu en 1871, dans les derniers jours de la Commune.

## Cinquième théâtre (rue du Faubourg-Saint-Martin, 1873–1878)
Sa troupe s'installa en 1873 dans le bâtiment du deuxième théâtre des Nouveautés (rue du Faubourg-Saint-Martin) et continuà à s'y produire jusqu'en 1878. Robert Planquette y présenta le 12 mars 1874 son opérette en un acte , et Hervé La Noce à Briochet le 26 avril 1874.

## Sixième théâtre (1886–1890)
Les sixièmes Délassements-Comiques durèrent de 1886 à 1890.